# Simply K-Pop
《Simply K-Pop》(심플리케이팝)은 영어로 방송되는 아리랑국제방송의 음악 프로그램으로, 매주 금요일 오후 1시에 방송된다. 아리랑국제방송와 아리랑국제방송이 공동 제작·방영하던 음악 프로그램 Wave K가 종영된 직후 신설되었으며, 아리랑국제방송 2층 스튜디오에서 녹화방송으로 진행되고 있다.

## 내용
- 전 세계 188개국 아리랑국제방송 채널을 통해 동시 방송되며, MC 진행부터 가수의 소개 멘트, 자막까지 모두 영어로 이루어진다.
- 2012년 10월 23일에는 강릉종합운동장에서 열린 《2012 We Love 강원 K-POP Concert》가 방송되었다.
- 2014년 5월 23일에는 중국 상하이에서 열린 《Simply K-Pop Tour 2014 in Shanghai》가 방송되었다.
- 2014년 9월 5일에는 춘천송암레포츠타운에서 열린 《2014 We Love 강원 K-POP Concert》가 방송되었다.

## 방송 시간
| 방송기간                          | 방송시간                                                |
| --------------------------------- | ------------------------------------------------------- |
| 2012년 3월 13일 ~ 2013년 2월 26일 | 화요일 오전 11시                                        |
| 2013년 3월 5일 ~ 2014년 2월 25일  | 화요일 오후 1시                                         |
| 2014년 3월 7일 ~ 현재             | 금요일 오후 1시 (해외 채널) 금요일 오후 1시 (한국 채널) |

## 진행자
- 이대휘 (2022년 3월 7일 ~ 현재)

## 관련 음악 프로그램
- SBS 인기가요(SBS TV) - 일요일
- 쇼! 음악중심(MBC TV) - 토요일
- 뮤직뱅크(KBS 2TV) - 금요일
- 엠카운트다운(Mnet) - 목요일
- 쇼 챔피언(MBC M) - 수요일
- 더 쇼(SBS MTV, SBS F!L) - 화요일
- 열린음악회 - KBS 1TV 일요일